# Puellina pseudoradiata
Puellina pseudoradiata är en mossdjursart som beskrevs av Harmelin och Aristegui 1988. Puellina pseudoradiata ingår i släktet Puellina och familjen Cribrilinidae.

## Underarter
Arten delas in i följande underarter:
- P. p. canariensis
- P. p. pseudoradiata